# Cá sặc điệp
Cá sặc điệp hay cá sặc bạc (Danh pháp khoa học: Trichopodus microlepis) là một loài cá nước ngọt trong họ Cá tai tượng, phân bố trong lưu vực sông Chao Phraya, Maeklong và Mekong.

## Đặc điểm

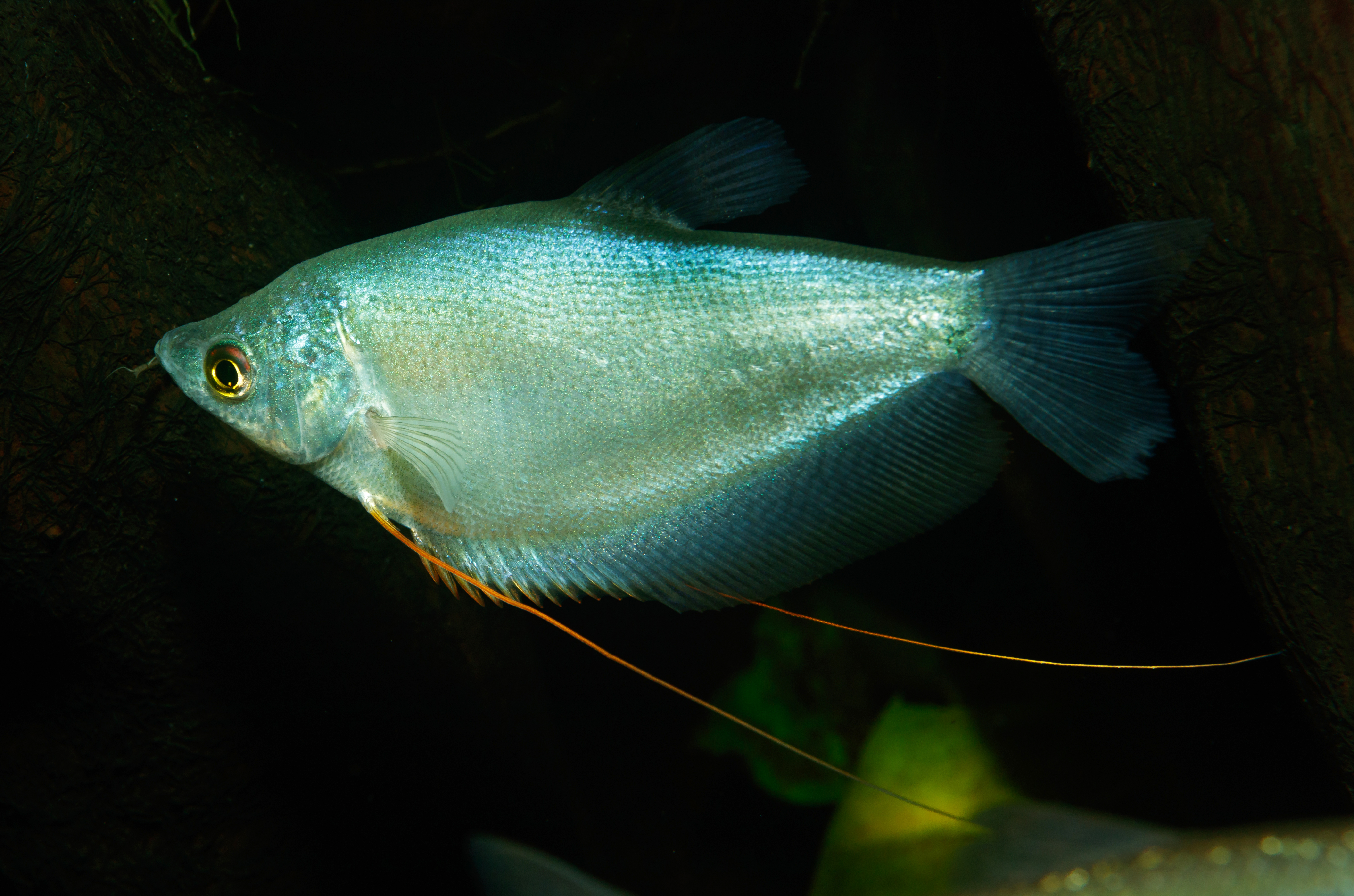
Cá sặc điệp

Cá có chiều dài tối đa 13 cm. Thân hình bầu dục hơi dài, dẹp bên; phần lưng lõm xuống ở gáy, mõm nhọn và hướng lên trên; miệng nhỏ, rạch miệng xiên cách xa viền trước mắt; răng trên 2 hàm nhỏ mịn; mắt to, nằm lệch về nửa trên của đầu. Cá có màu trắng bạc hay xám, phần lưng hơi sẫm, bụng nhạt, ở cá đực có thể có 1 sọc đen chạy từ mắt đến cuống đuôi và chấm dứt bằng 1 đốm tròn. Vây lưng nhỏ, gốc vây ngắn, khởi điểm gần gốc vây đuôi hơn mút mõm; 3-4 gai cứng thấp hơn phần tia mềm; vây hậu môn phần gai trước thấp, phần tia mềm sau phát triển cao hơn; vây ngực dài quá khởi điểm vây bụng; vây bụng có gai thoái hóa, tia mềm thứ nhứt kéo dài quá mút vây đuôi và phân đốt rõ rệt; vây đuôi phân thùy cạn, mút cuối hơi tròn. Vảy lược nhỏ phủ khắp thân và đầu, có nhiều vảy nhỏ phủ lên gốc vây hậu môn và vây đuôi; 57-65 vảy trên đường bên, 34-40 vảy ngang.
Là một loài cá có mê lộ, có khả năng lấy oxy từ không khí nên cá sặc điệp có thể sống trong môi trường nước nghèo oxy như ruộng lúa, đầm lầy hay vũng nước tù đọng. Cá đẻ trứng tổ bọt, mỗi tổ 500-1.000 trứng, cá đực chăm sóc tổ trứng và cá con khi mới nở.

## Môi trường sống
Tìm thấy trong ao và đầm lầy. Có trong môi trường nước nông chảy chậm hoặc nước tù đọng với nhiều thảm thực vật thủy sinh. Thường gặp ở vùng hạ lưu sông Mê Kông. Thức ăn là động vật phiêu sinh, động vật giáp xác và côn trùng thủy sinh.